# Siedlce
Siedlce (česky historicky Sedlec, rusky Седлец) jsou město v Polsku v Mazovském vojvodství v okrese Siedlce ve stejnojmenné gmině. V roce 2013 zde žilo 76 438 obyvatel. Počtem obyvatel je 47. největším městem v Polsku a čtvrtým v Mazovském vojvodství. Město bylo založeno v roce 1448 a městská práva získalo v roce 1547.

## Poloha a doprava
Siedlce leží ve východním Polsku v Jihopodleské nížině, mezi řekami Muchawka a Helenka, a je střediskem jižní části historického regionu Podlesí.
Prochází tudy železniční magistrála z Varšavy do Terespolu a dále do Běloruska a Moskvy. Odbočuje tu regionální trať do Czeremchy.

## Administrativní členění města
Siedlce mají
- 7 městských čtvrtí: Nowe Siedlce • Piaski Zamiejskie • Roskosz • Sekuła • Stara Wieś • Śródmieście • Taradajki
- 2 průmyslové zóny: Północna Dzielnica Przemysłowa • Południowa Dzielnica Przemysłowa
- 19 místních částí: Błonie • Czerwonego Krzyża • Orlicz-Dreszera • Młynarska • Nad Zalewem • Ogrody • Panorama • Reymonta • Roskosz • Rynkowa • Skarpa • Sulimów • Topolowa • Tysiąclecia • Warszawska • Wyszyńskiego • Żwirowa • Żytnia

## Demografický vývoj
| Rok  | Počet obyvatel |
| ---- | -------------- |
| 1810 | 2 738          |
| 1840 | 5 800          |
| 1865 | 9 466          |
| 1897 | 20 826         |
| 1911 | 21 949         |
| 1939 | 41 294         |
| 1944 | 27 584         |
| 1970 | 39 400         |
| 1990 | 70 500         |
| 1995 | 73 800         |
| 2000 | 76 667         |
| 2005 | 77 092         |
| 2013 | 76 438         |

## Partnerská města
- Berdyčiv, Ukrajina (2005)
- Dasing, Německo (1998)
- Kirov, Rusko (2008)
- Pescantina, Itálie (1993)
- Okres Vilnius, Litva (2002)
- Sabinov, Slovensko (2001)
- Volkovysk, Bělorusko (2000)

## Fotografie

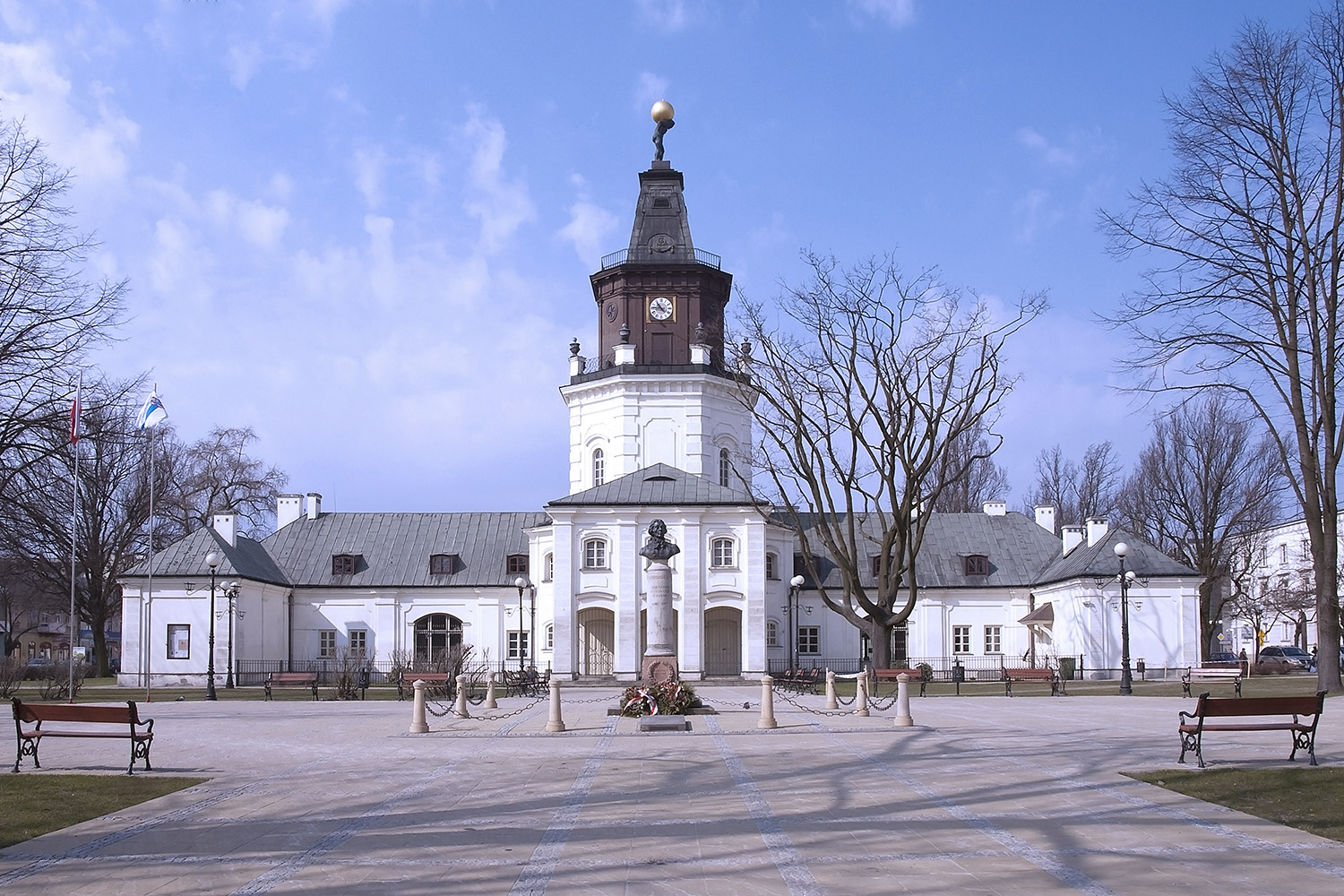
Budova radnice
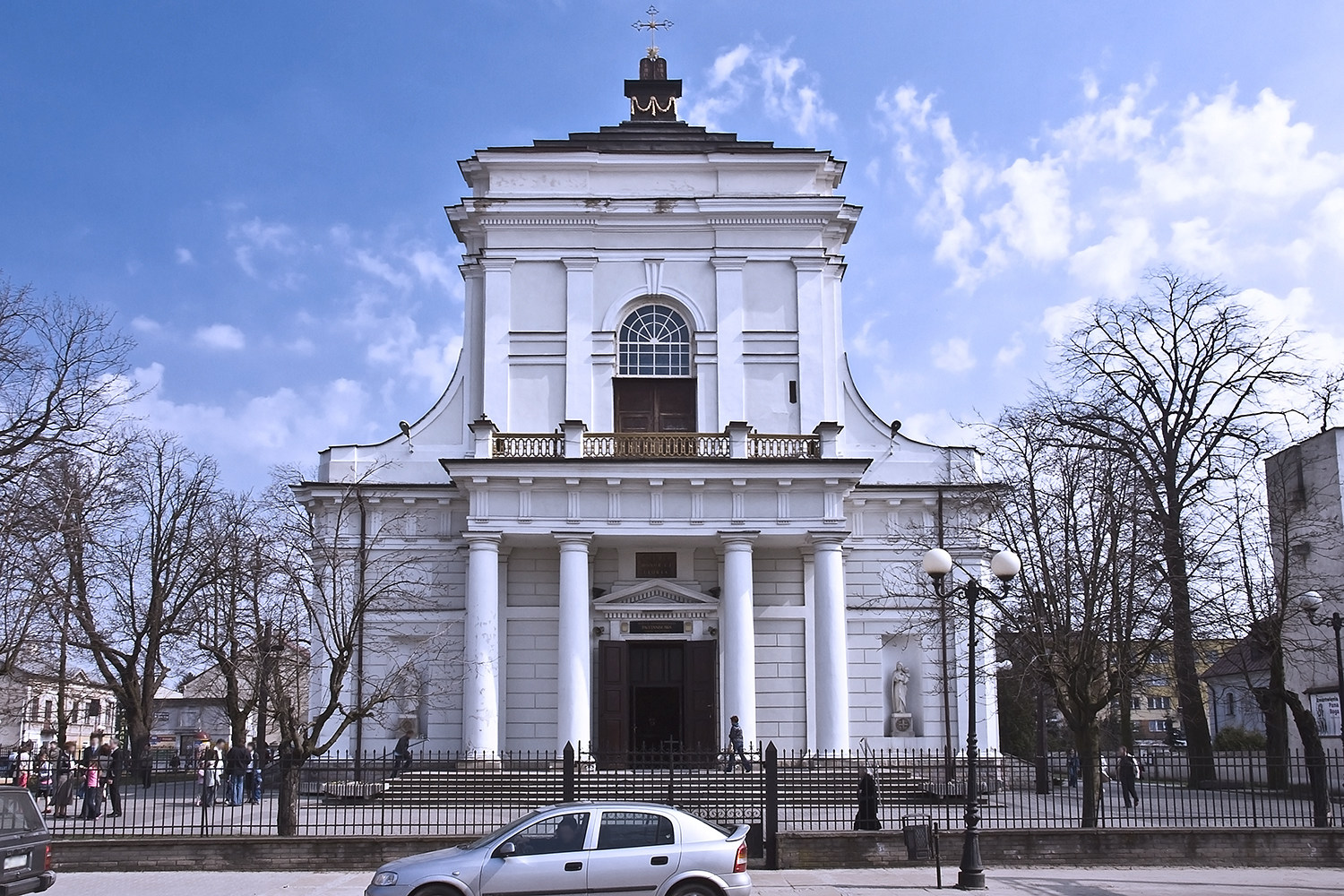
Kostel sv. Stanisława
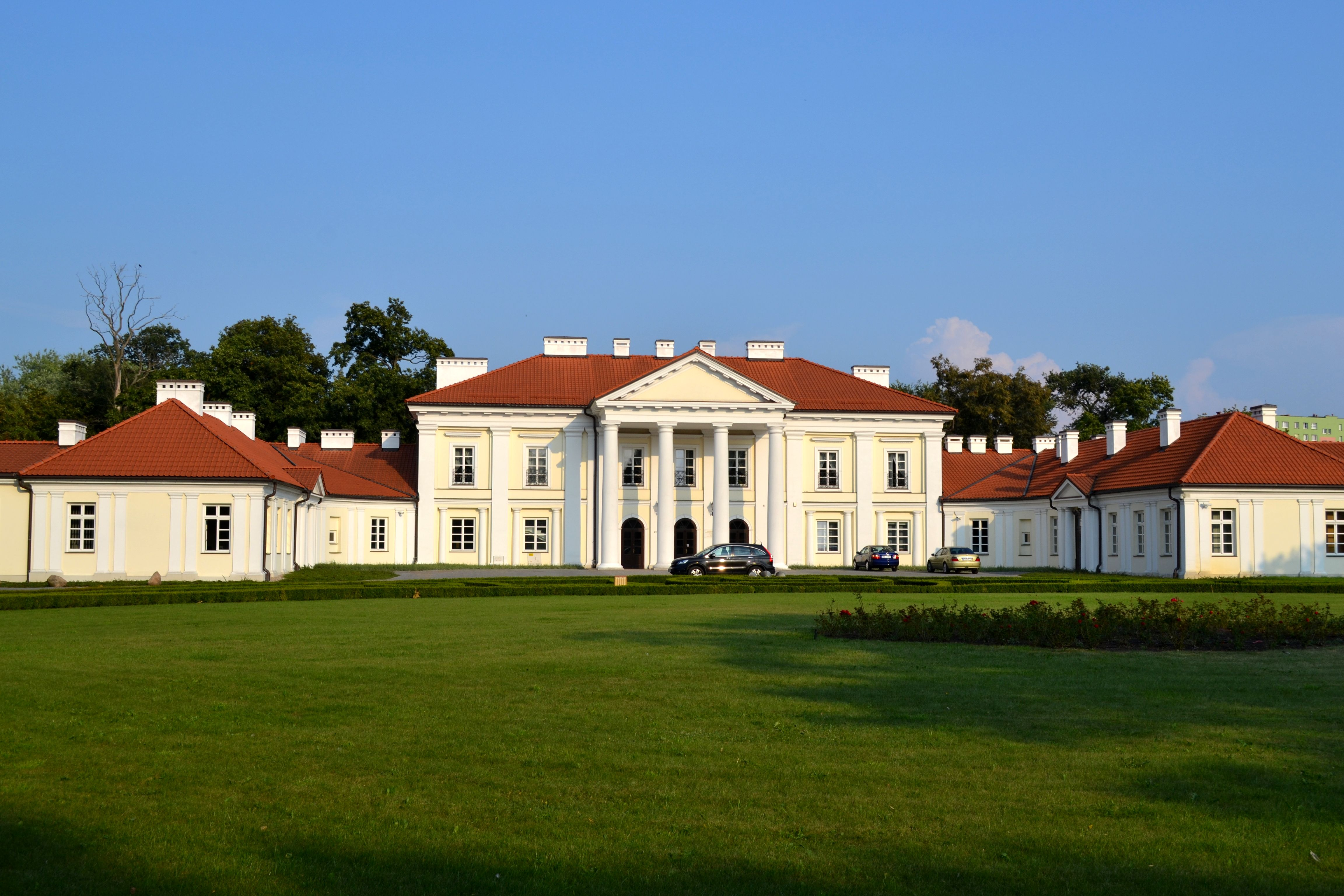
Palác Ogińskich
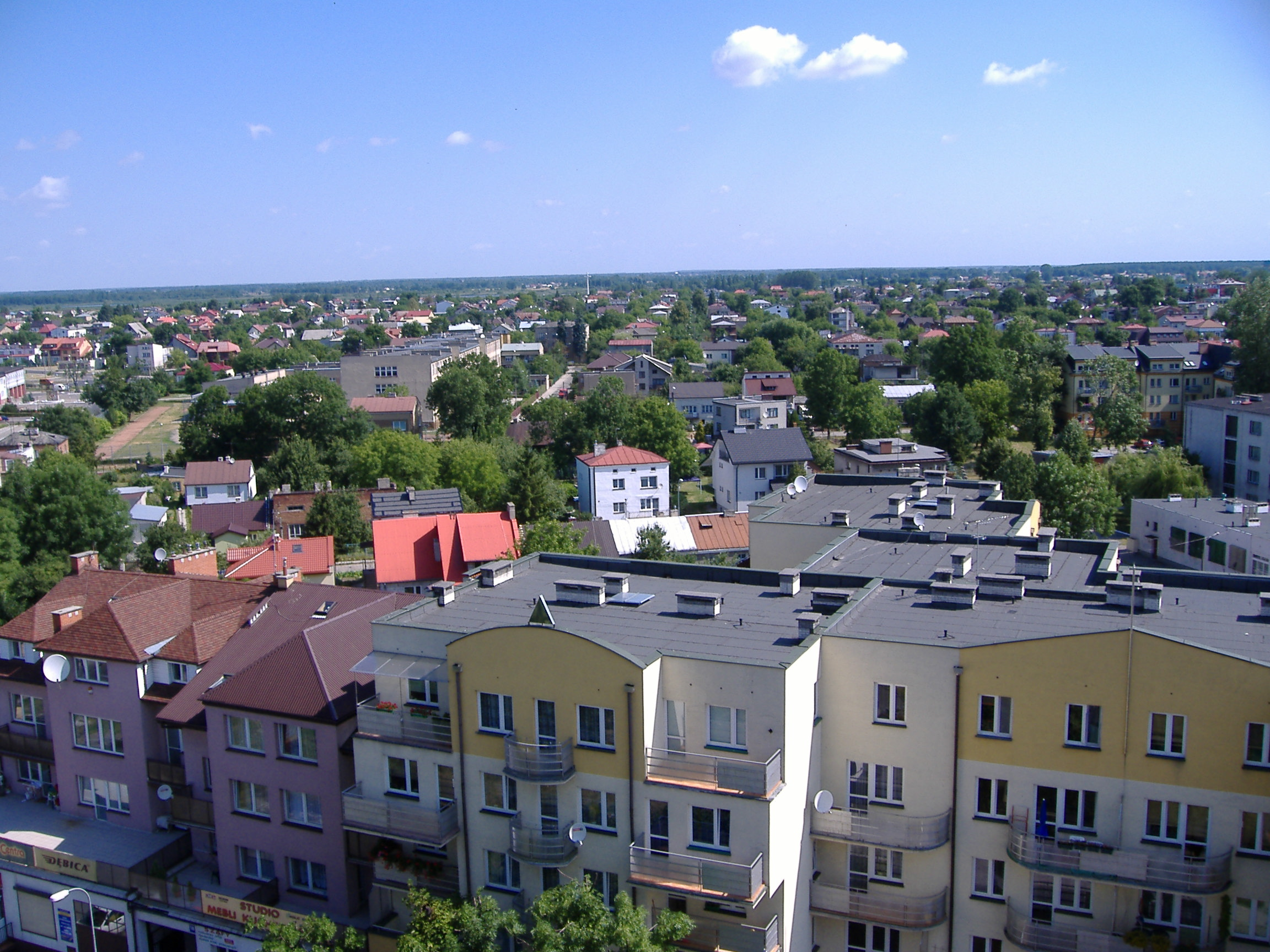
Pohled na Nowe Siedlce
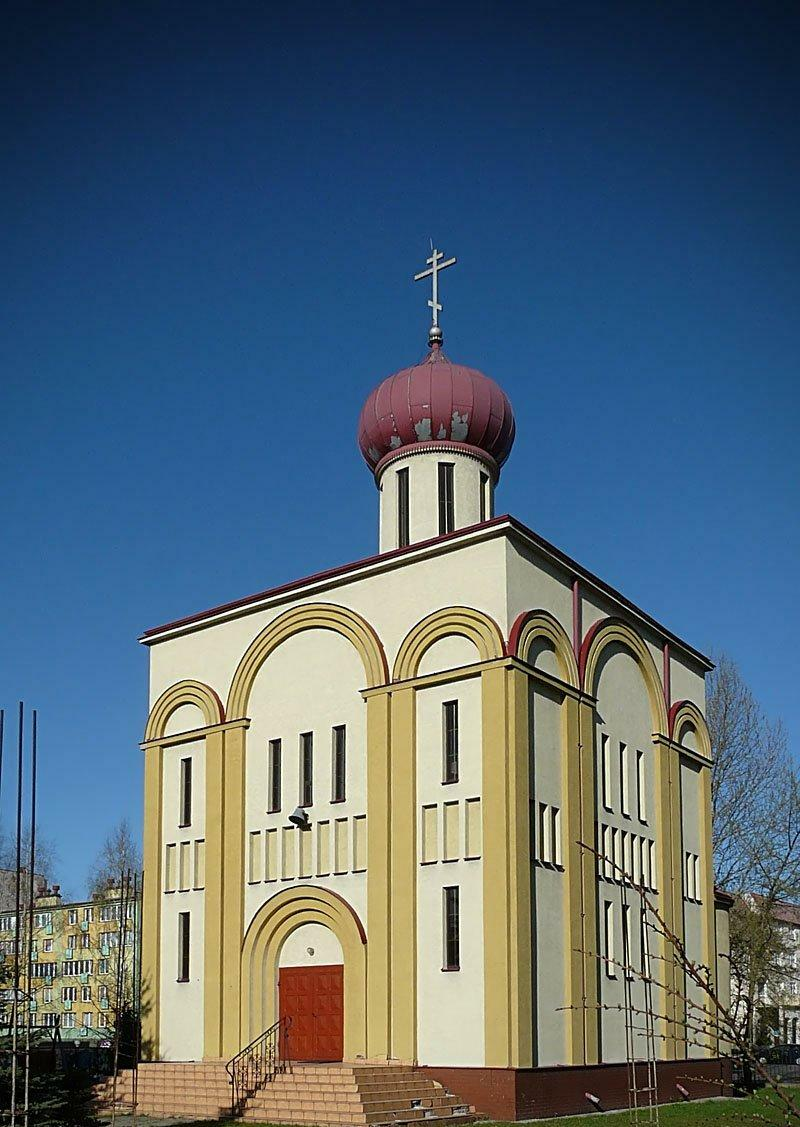
Pravoslavný kostel Svaté Trojice